# 세계 수학자 대회
세계 수학자 대회(世界數學者大會, 영어: International Congress of Mathematicians, 약자 ICM)는 국제 수학 연맹이 4년마다 개최하는, 전 세계 수학자들을 위한 모임이다. 일종의 수학자들을 위한 올림픽이라고 할 수 있다. 물론, 이 기간중에 어떤 경기 따위가 열리는 것은 아니고, 주로 최근 4년간 일어났던 중요한 수학적 업적들을 평가하고 업적들에 대한 시상을 하는 것이 다른 점이라고 할 수 있다.
세계 수학자 대회에서 특히 주목 받는 것은 바로 필즈상의 수상자 발표와 네반리나상(Nevanlinna Prize)의 발표라고 할 수 있다. 이 수상자가 누가 될 것인지에, 전 세계 수학계 그리고 이론 과학계의 이목이 집중된다. 또한, 몇몇 중요한 세계 수학자 대회에서는 유명한 세계적 수학자들이 다음 세기에 풀릴만한 중요한 수학 문제들의 목록을 발표하기도 하였다. 20세기가 시작되기 직전 1900년에 프랑스 파리에서 열린 세계 수학자 대회에서는 독일의 저명한 수학자 다비트 힐베르트가 그의 유명한 힐베르트의 문제들을 발표하였고, 이 문제들이 100년동안의 20세기 수학 연구가 나아갈 방향을 제시해 주었다. 많은 문제들이 해결되었고, 아직도 남아있는 문제들이 있다. 남아 있는 유명한 문제들 중 하나는 리만 가설이다.
4년마다 열리는 것은 규칙이었으나, 항상 지킬 수 있었던 것은 아니었다. 제2차 세계 대전으로 열리지 못한 적이 있었으며, 1982년에는 폴란드 바르샤바에서의 정치적 사건으로 인해 1983년에 개최되기도 하였다.

## 역대 개최 장소

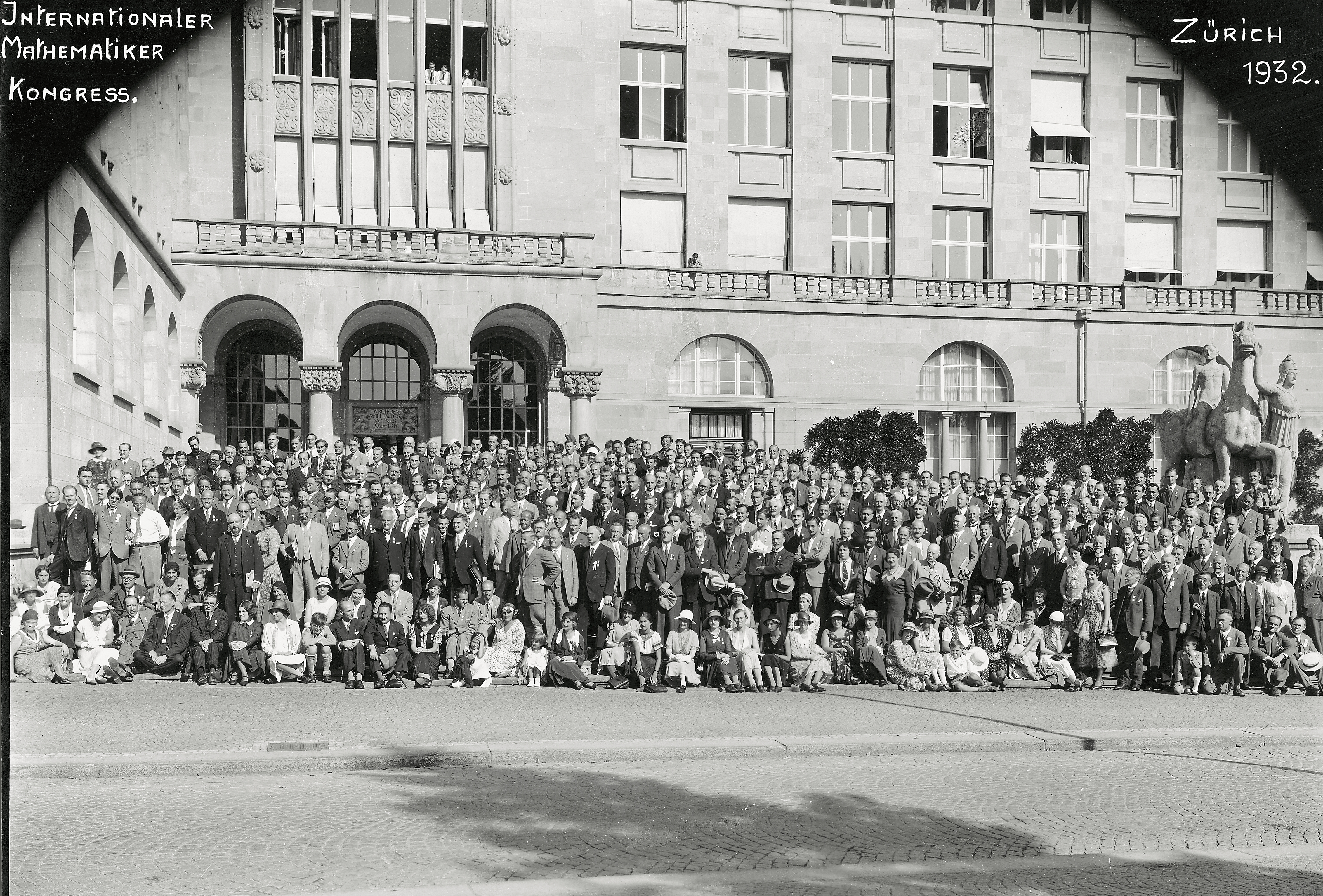
1932년 취리히에서 열린 세계수학자대회

| 연도          | 나라               | 도시            |
| ------------- | ------------------ | --------------- |
| 2022년        | 핀란드 (온라인)[1] | 헬싱키 (온라인) |
| 2018년        | 브라질             | 리우데자네이루  |
| 2014년 (상세) | 대한민국           | 서울특별시      |
| 2010년        | 인도               | 하이데라바드    |
| 2006년        | 스페인             | 마드리드        |
| 2002년        | 중화인민공화국     | 베이징시        |
| 1998년        | 독일               | 베를린          |
| 1994년        | 스위스             | 취리히          |
| 1990년        | 일본               | 교토시          |
| 1986년        | 미국               | 버클리          |
| 1982년[2]     | 폴란드             | 바르샤바        |
| 1978년        | 핀란드             | 헬싱키          |
| 1974년        | 캐나다             | 밴쿠버          |
| 1970년        | 프랑스             | 니스            |
| 1966년        | 소련               | 모스크바        |
| 1962년        | 스웨덴             | 스톡홀름        |
| 1958년        | 영국               | 에든버러        |
| 1954년        | 네덜란드           | 암스테르담      |
| 1950년        | 미국               | 케임브리지      |
| 1936년        | 노르웨이           | 오슬로          |
| 1932년        | 스위스             | 취리히          |
| 1928년        | 이탈리아 왕국      | 볼로냐          |
| 1924년        | 캐나다             | 토론토          |
| 1920년        | 프랑스             | 스트라스부르    |
| 1912년        | 영국               | 케임브리지      |
| 1908년        | 이탈리아 왕국      | 로마            |
| 1904년        | 독일 제국          | 하이델베르크    |
| 1900년        | 프랑스             | 파리            |
| 1897년        | 스위스             | 취리히          |